# ضفة نازاريث (موريشيوس)

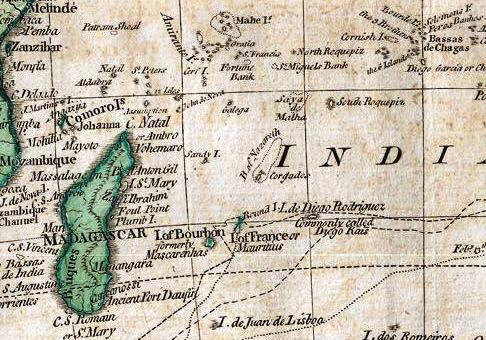
ضفة نازاريث وسايا دي مالها، في خريطة صمويل دان والتي تعود لعام 1794

ضفة نازاريث" أو "ضفة الناصرة" هي ضفة مغمورة في المحيط الهندي. تقع على بعد حوالي 1040 كم شرقي الجهة الشمالية لمدغشقر و280 كم جنوبي ضفة سايا دي مالها. أقرب الأراضي لهذه الضفة هي كارغادوس كارايوس وهي تبعية صغيرة ونائية تتبع لموريشيوس وتبعد عنها 140 كم إلى الجنوب الغربي. ضفة نازاريث هي جزء من هضبة ماسكارين التي تقع تحت مياه البحر. يقع مركز هذه الضفة على الإحداثيات 14°30′0.0″S 60°40′0.00″E / 14.500000°S 60.6666667°E. وتمتد حوالي 176 كم من الشمال إلى الجنوب، و87 كم من الشرق إلى الغرب، ومساحتها 11000 كم2.